# Aleksandra Dulkiewicz
Aleksandra Maria Dulkiewicz (ur. 10 lipca 1979 w Gdańsku) – polska działaczka samorządowa i prawniczka, w latach 2017–2019 zastępczyni prezydenta Gdańska, w 2019 pełniąca funkcję prezydenta, a od 2019 prezydent Gdańska.

## Życiorys

### Młodość i wykształcenie
Jej dziadkowie zamieszkali w Gdańsku po II wojnie światowej. Córka Zbigniewa i Izabeli, ma siostrę Martę. Jej rodzice w okresie PRL byli związani z Ruchem Młodej Polski, utrzymywali kontakty towarzyskie m.in. z Arkadiuszem Rybickim, Dariuszem Kobzdejem, Aleksandrem Hallem i Piotrem Adamowiczem, których Aleksandra Dulkiewicz poznała w dzieciństwie.
W 1994 ukończyła Szkołę Podstawową nr 50 im. Emilii Plater w Gdańsku, w 1998 III Liceum Ogólnokształcące im. Bohaterów Westerplatte w Gdańsku, a w 2006 studia prawnicze na Uniwersytecie Gdańskim. Od 2004 do 2005 studiowała także na wydziale nauk prawnych Uniwersytetu w Salzburgu.

### Działalność polityczna
Działała w stowarzyszeniu Młodzi Konserwatyści (zasiadała w komisji rewizyjnej tej organizacji) oraz w Stronnictwie Konserwatywno-Ludowym. W 1995 brała udział w kampanii prezydenckiej Hanny Gronkiewicz-Waltz. Od 2000 udzielała się przy organizacji Gdańskiego Areopagu. W 2006 została asystentką prezydenta Gdańska Pawła Adamowicza. W latach 2009–2014 była zatrudniona w Europejskim Centrum Solidarności, a w okresie 2014–2017 w Gdańskiej Agencji Rozwoju Gospodarczego. Brała także udział w przygotowaniach do Euro 2012 w Gdańsku.
W 2010 i 2014 uzyskiwała mandat radnej Gdańska z ramienia Platformy Obywatelskiej. W 2014 została przewodniczącą klubu radnych PO. Od marca 2017 do stycznia 2019 była zastępczynią prezydenta Gdańska ds. polityki gospodarczej. Podczas wyborów samorządowych w 2018 kierowała sztabem wyborczym Pawła Adamowicza (zawiesiła wówczas członkostwo w PO, które następnie wygasło). W wyborach tych uzyskała reelekcję do rady miasta z ramienia komitetu Wszystko dla Gdańska. Objęła funkcję przewodniczącej rady stowarzyszenia o tej samej nazwie.
17 stycznia 2019, po zabójstwie Pawła Adamowicza, została powołana na pełniącą funkcję prezydenta Gdańska. Kilka dni później ogłosiła swój start na urząd prezydenta miasta w przedterminowych wyborach, które odbyły się 3 marca. Została poparta m.in. przez PO, PSL, Nowoczesną oraz Wiosnę. W głosowaniu zwyciężyła w pierwszej turze, zdobywając 139 790 głosów (82,22%). Urząd objęła 11 marca 2019, stając się pierwszą kobietą na tym stanowisku w historii Gdańska.
W wyborach samorządowych w 2024 ubiegała się o reelekcję, kandydując z ramienia Koalicji Obywatelskiej (w ramach porozumienia KO i organizacji Wszystko dla Gdańska). Wybory wygrała w pierwszej turze z wynikiem 57,95% głosów.

## Odznaczenia i wyróżnienia
- Brązowy Medal za Zasługi dla Policji (2024)[21]
- Nagrodą „Pontifici” (2019)[22]
- 11. miejsce w rankingu najlepszych prezydentów miast opracowanego przez tygodnik „Newsweek Polska” (2022)[23]

## Życie prywatne
Ma córkę Zofię (ur. 2008).